# Typinferenz nach Hindley-Milner
Hindley-Milner (HM) ist ein Verfahren der Typinferenz mit parametrischem Polymorphismus für den Lambda-Kalkül. Es wurde erstmals von J. Roger Hindley beschrieben und später von Robin Milner wiederentdeckt.
Luis Damas trug eine genaue formale Analyse und einen Beweis der Methode in seiner Doktorarbeit bei, weshalb das Verfahren auch als Damas-Milner bezeichnet wird. Unter den herausragenden Eigenschaften des HM sind Vollständigkeit und die Fähigkeit, den allgemeinsten Typ einer gegebenen Quelle ohne Hinzunahme von Annotationen oder sonstigen Hinweisen bestimmen zu können. HM ist ein effizientes Verfahren, das die Typisierung nahezu in linearer Zeit bzgl. der Größe der Quelle ermitteln kann, womit es praktisch zum Typisieren großer Programme anwendbar ist. HM wird bevorzugt in funktionalen Sprachen wie OCaml/Reason eingesetzt. Es wurde erstmals als Teil des Typsystems der Programmiersprache ML implementiert. Seitdem wurde HM auf verschiedene Weise erweitert, insbesondere durch beschränkte Typen, wie sie in Haskell verwendet werden.

## Einleitung
Damas und Milner trennen in der Gliederung ihrer Original-Veröffentlichung zwei sehr verschiedene Aufgaben, wobei die erste darin besteht, zu beschreiben, welche Typen ein Ausdruck haben kann. Die andere ist, einen Algorithmus anzugeben, der tatsächlich einen Typ ermittelt.
Beide Aspekte getrennt voneinander zu betrachten, erlaubt, sich eigens auf die Logik (d. h. Bedeutung) hinter dem Algorithmus konzentrieren und zugleich einen Prüfstein für die Eigenschaften des Verfahrens festlegen zu können. Wie Ausdrücke und Typen zueinander passen, wird mit Hilfe eines Deduktionssystems beschrieben. Wie jedes Beweissystem erlaubt es, auf verschiedenen Wegen zu einem Schluss zu gelangen. Da ein und derselbe Ausdruck begründbar verschiedene Typen haben kann, kann das Deduktionssystem auch zu durchaus unterschiedlichen Schlüssen über einen Ausdruck kommen. Im Gegensatz dazu ist bei der Typinferenz-Methode selbst (Algorithmus W) jeder Ausführungsschritt eindeutig bestimmt. Natürlich können in der Konstruktion des Algorithmus Entscheidungen getroffen worden sein, die so nicht in der Logik vorkommen, und eine genauere Betrachtung und Begründung verlangen, die ohne die obige Differenzierung nicht sichtbar würde.

## Die Syntax
Logik und Algorithmus teilen sich die Begriffe "Ausdruck" und "Typ", deren Form durch die Syntax präzisiert wird.
Die zu typisierenden Ausdrücke sind die des Lambda-Kalküls, erweitert um einen let-Ausdruck.
Die Form {\displaystyle e\ e'} stellt die auch oft als {\displaystyle e(e')} geschriebene Funktionsanwendung dar, während die Abstraktion
{\displaystyle \lambda \ x.e} die anonyme Funktion bzw. das Funktionsliteral meint, die inzwischen in vielen zeitgenössischen Programmiersprachen verfügbar ist, dort vielleicht nur wortreicher etwa als {\displaystyle {\mathtt {function}}\,(x)\ {\mathtt {return}}\ e\ {\mathtt {end}}} ausgeschrieben.
Das Gesamt der Typen (Sorten) teilt sich in zwei Gruppen, die Mono- und Polytypen genannt werden.
Monotypen {\displaystyle \tau }, syntaktisch Terme, bezeichnen immer bestimmte Typen in dem Sinne, dass sie gleich nur sich selbst und verschieden von allen anderen sind. Charakteristische Vertreter der Monotypen sind Typkonstanten wie {\displaystyle int} oder {\displaystyle string}.
Typen können parametrisch sein, wie z. B. {\displaystyle Map\ (Set\ string)\ int}.
All diese Typen sind Beispiele von Anwendungen von Typfunktionen {\displaystyle D}, z. B. {\displaystyle \left\{int^{0},string^{0},Map^{2},Set^{1}\right\}\subset D} in den vorangegangenen Beispielen, wobei die hochgestellte Ziffer die Zahl der Typparameter angibt.
Während die Wahl von {\displaystyle D} grundsätzlich beliebig ist, muss sie im Zusammenhang des HM wenigstens den bequemerweise infix geschriebenen Funktionstyp {\displaystyle \rightarrow ^{2}} enthalten. Beispielsweise hat eine Funktion, die ganze Zahlen auf Zeichenketten abbildet, den Typ {\displaystyle int\rightarrow string}.
Vielleicht etwas irritierenderweise sind Typvariablen ebenfalls Monotypen. Eine allein stehende Typvariable {\displaystyle \alpha } bezeichnet einen Typ, der genau so konkret ist wie etwa {\displaystyle int} oder {\displaystyle \beta } und von beiden verschieden ist. Eine als Monotyp auftretende Typvariable verhält sich gerade so, als wäre sie eine Typkonstante, über die man nur eben keine weiteren Informationen besitzt. Entsprechend bildet eine Funktion mit dem Typ {\displaystyle \alpha \rightarrow \alpha } nur Werte des Typs {\displaystyle \alpha } auf sich selbst ab und kann nur auf Werte dieses Typs angewendet werden und auf keine anderen sonst.
Im Gegensatz dazu kann eine Funktion mit dem Polytyp {\displaystyle \forall \alpha .\alpha \rightarrow \alpha } jeden Wert auf einen Wert gleichen Typs abbilden. Die identische Funktion ist ein Wert für diesen Typ. Als weiteres Beispiel ist {\displaystyle \forall \alpha .(Set\ \alpha )\rightarrow int} der Typ einer Funktion, die beliebige endliche Menge auf ganze Zahlen abbildet. Die Zahl der Elemente der Menge ist ein Wert für diesen Typ. Quantoren dürfen allerdings nur auf oberster Ebene auftreten, d. h. der Typ {\displaystyle \forall \alpha .\alpha \rightarrow \forall \alpha .\alpha } beispielsweise ist durch die Syntax ausgeschlossen. Ferner sind Monotypen eine Teilmenge der Polytypen, so dass Typen insgesamt die allgemeine Form {\displaystyle \forall \alpha _{1}\dots \forall \alpha _{n}.\tau } haben.

### Freie Typvariablen
In einem Typ {\displaystyle \forall \alpha _{1}\dots \forall \alpha _{n}.\tau } ist das Symbol {\displaystyle \forall } der die Typvariablen {\displaystyle \alpha _{i}} im Monotyp {\displaystyle \tau } bindende Quantor. Die Variablen {\displaystyle \alpha _{i}} heißen quantifiziert. Jedes Auftreten einer quantifizierten Variablen in {\displaystyle \tau } heißt gebunden und alle ungebundenen Typvariablen heißen frei. Wie im Lambda-Kalkül ist der Begriff der freien und gebundenen Variablen grundlegend für das Verständnis der Bedeutung der Typen.
Dies ist sicherlich der schwierigste Teil des HM, vielleicht weil Polytypen, die freie Typvariablen enthalten, nicht in Programmiersprachen wie Haskell ausgedrückt werden können. Genauso gibt es keine freien Variablen in Prolog-Klauseln. Insbesondere mit beiden Sprachen erfahrene Entwickler, die somit eigentlich alle Voraussetzungen für den HM kennen, können diesen Punkt leicht übersehen. In Haskell beispielsweise sind alle Typvariablen implizit quantifiziert, z. B. bedeutet der Haskell-Typ {\displaystyle {\texttt {a~->~a}}} hier {\displaystyle \forall \alpha .\alpha \rightarrow \alpha }. Da Typen wie
{\displaystyle \alpha \rightarrow \alpha }, obwohl sie durchaus in Haskell auftreten können, dort nicht ausdrückbar sind, können sie leicht mit der quantifizierten Version verwechselt werden.
Welche Funktionen können nun einen Typ wie z. B. {\displaystyle \forall \beta .\beta \rightarrow \alpha }, d. h. eine Mischung von gebundenen und ungebundenen Typvariablen, enthalten und was bedeutet eine freie Typvariable darin?
In Beispiel 1 ist der let-Ausdruck {\displaystyle foo} mit Typ-Annotationen in eckigen Klammern versehen. Offensichtlich wird der Parameter {\displaystyle y} im Körper nicht verwendet, wohl aber die im äußeren Kontext von {\displaystyle foo} gebundene Variable {\displaystyle x}. Als Konsequenz akzeptiert {\displaystyle foo} jeden Wert als Argument, während sie einen Wert liefert, der außerhalb gebunden ist und mithin auch sein Typ.
Im Gegensatz dazu hat {\displaystyle bar} den Typ {\displaystyle \forall \alpha .\forall \beta .\alpha \rightarrow (\beta \rightarrow \alpha )}, in dem alle Typvariablen gebunden auftreten. Wertet man z. B. {\displaystyle bar\ 1} aus, erhält man als Ergebnis eine Funktion vom Typ {\displaystyle \forall \beta .\beta \rightarrow \ int}, was perfekt wiedergibt, dass der Monotyp {\displaystyle \alpha } von {\displaystyle foo} in {\displaystyle \forall \beta .\beta \rightarrow \alpha } durch den Aufruf verfeinert wurde.
In diesem Beispiel wird die freie Monotypvariable {\displaystyle \alpha } im Typ von {\displaystyle foo} durch die Quantifikation im äußeren Geltungsbereich mit Bedeutung beladen, nämlich im Typ von {\displaystyle bar}. Dies heißt im Zusammenhang dieses Beispiels, dass dieselbe Typvariable {\displaystyle \alpha } sowohl gebunden als auch frei in verschiedenen Typen auftritt. Insofern kann eine freie Typvariable ohne Kenntnis des Kontexts nicht besser interpretiert werden als zu konstatieren, dass es sich um einen Monotyp handelt. Anders gesagt ist eine Typung im Allgemeinen ohne Kenntnis des Kontexts nicht aussagekräftig.

### Kontext und Typung
Um die bislang getrennten Teile der Syntax, Ausdrücke und Typen sinnvoll zusammenzubringen, wird also ein Drittes, der Kontext, benötigt. Syntaktisch ist dieser einer Liste von Paaren {\displaystyle x:\sigma },
Belegung (s. a. Belegung, Zuordnung, Zuweisung) genannt, die jeder Wertvariablen {\displaystyle x_{i}} im Kontext einen Typ {\displaystyle \sigma _{i}} zuordnet. Alle drei Teile zusammen ergeben eine Typung der Form {\displaystyle \Gamma \ \vdash \ e:\sigma }, die aussagt, dass unter der Annahme {\displaystyle \Gamma }
der Ausdruck {\displaystyle e} den Typ {\displaystyle \sigma } hat.
Da nun die vollständige Syntax zur Verfügung steht, kann schließlich eine sinnvolle Aussage über den Typ von
{\displaystyle foo} in Beispiel 1 gemacht werden, nämlich {\displaystyle x:\alpha \vdash \lambda \ y.x:\forall \beta .\beta \rightarrow \alpha }.
Im Gegensatz zu den vorangehenden Formulierungen ist die Monotypvariable {\displaystyle \alpha } nicht länger frei, d. h. bedeutungslos, sondern im Kontext als Typ der Wertvariablen {\displaystyle x} gebunden. Offenbar spielt der Umstand, ob eine Typvariable im Kontext frei oder gebunden auftritt, eine bedeutsame Rolle für einen Typ im Rahmen einer Typung, daher wird {\displaystyle \mathrm {frei} (\ \Gamma \ )}
im Kasten präzisiert.